# Hans Conried
Hans Conried, född 15 april 1917 i Baltimore, Maryland, död 5 januari 1982 i Burbank, Kalifornien, var en amerikansk skådespelare.

## Filmografi (i urval)
- 1939 – Jag svär vid mina ögon
- 1943 – Hon som kom köksvägen
- 1944 – Mrs. Parkington

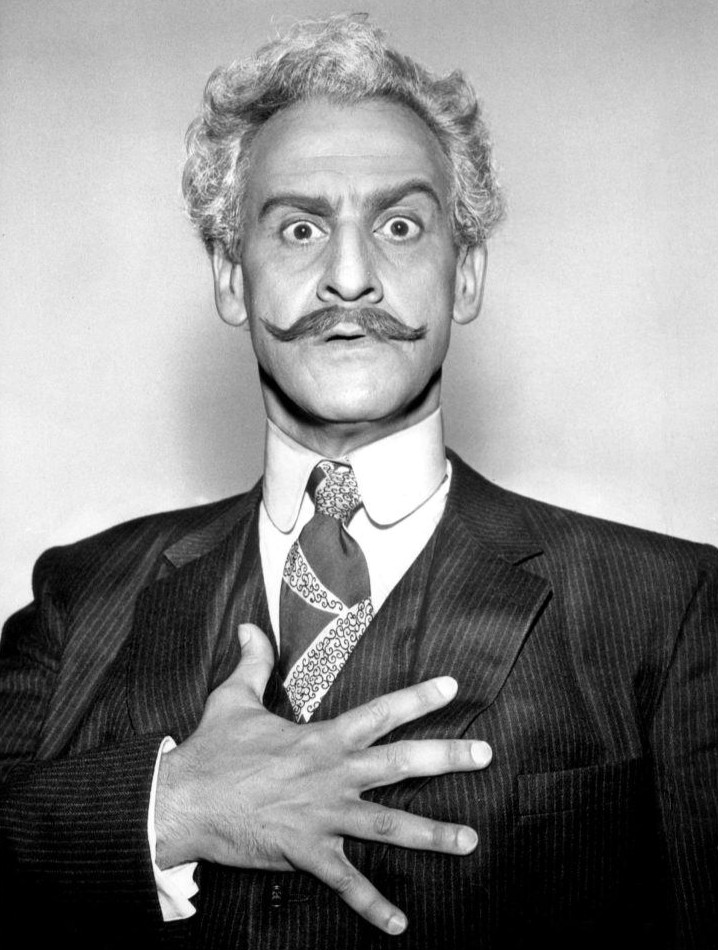
Hans Conried i rollen som Uncle Tonoose i TV-serien Make Room for Daddy.

- 1947 – Fy på sej, gamla människan!
- 1952 – Sovkupé för tre
- 1952 – Stormfågel
- 1956 – Bus Stop
- 1964 – Sprattelgubben
- 1978 – Gröna ögon från rymden